# Oreochloa disticha
Oreochloa disticha là một loài thực vật có hoa trong họ Hòa thảo. Loài này được (Wulfen) Link mô tả khoa học đầu tiên năm 1827.

## Hình ảnh

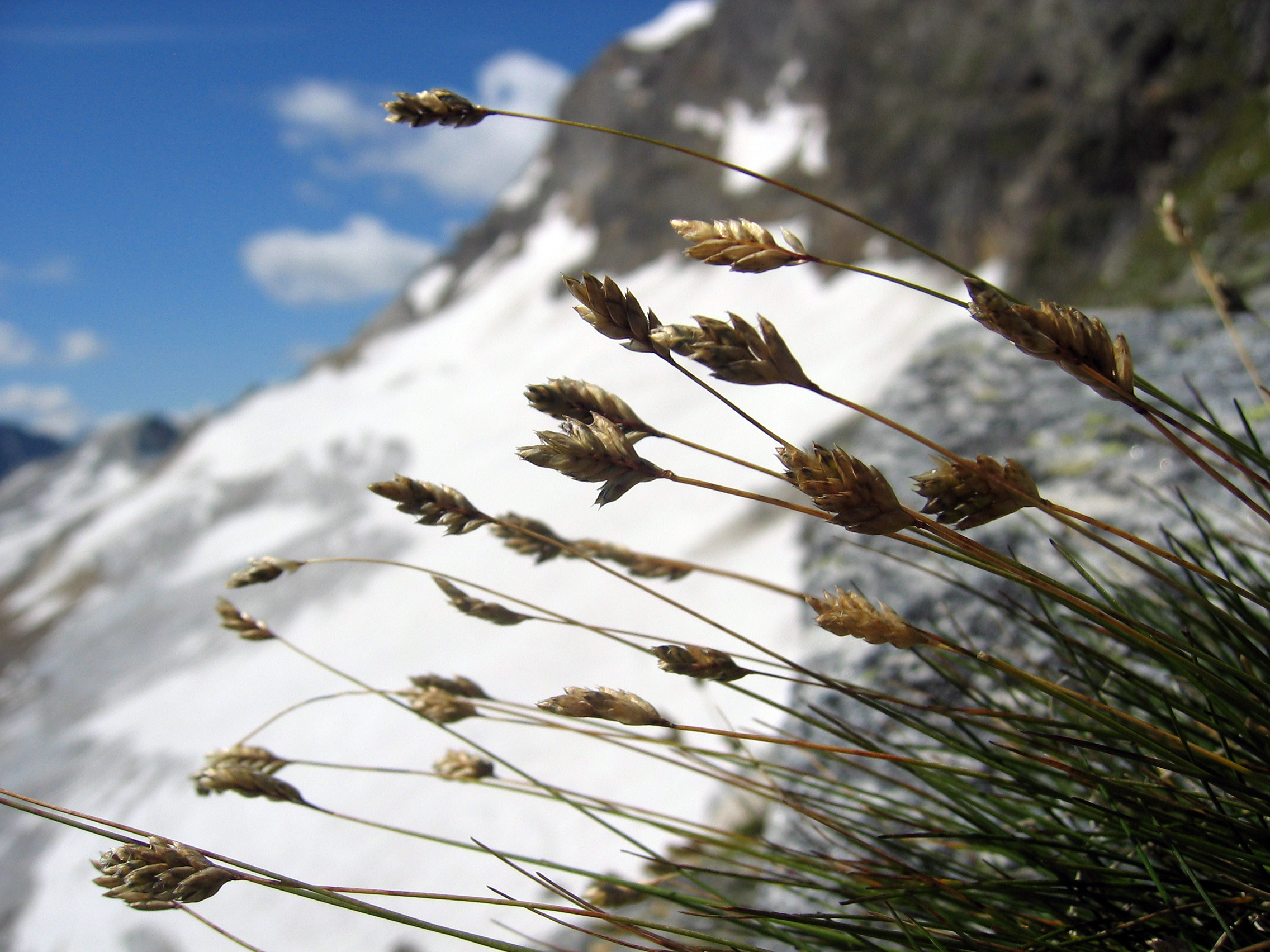
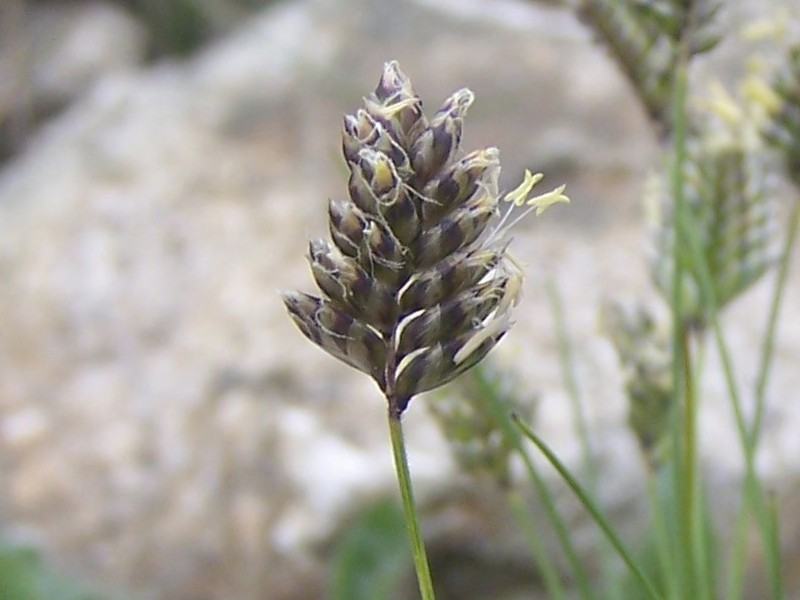
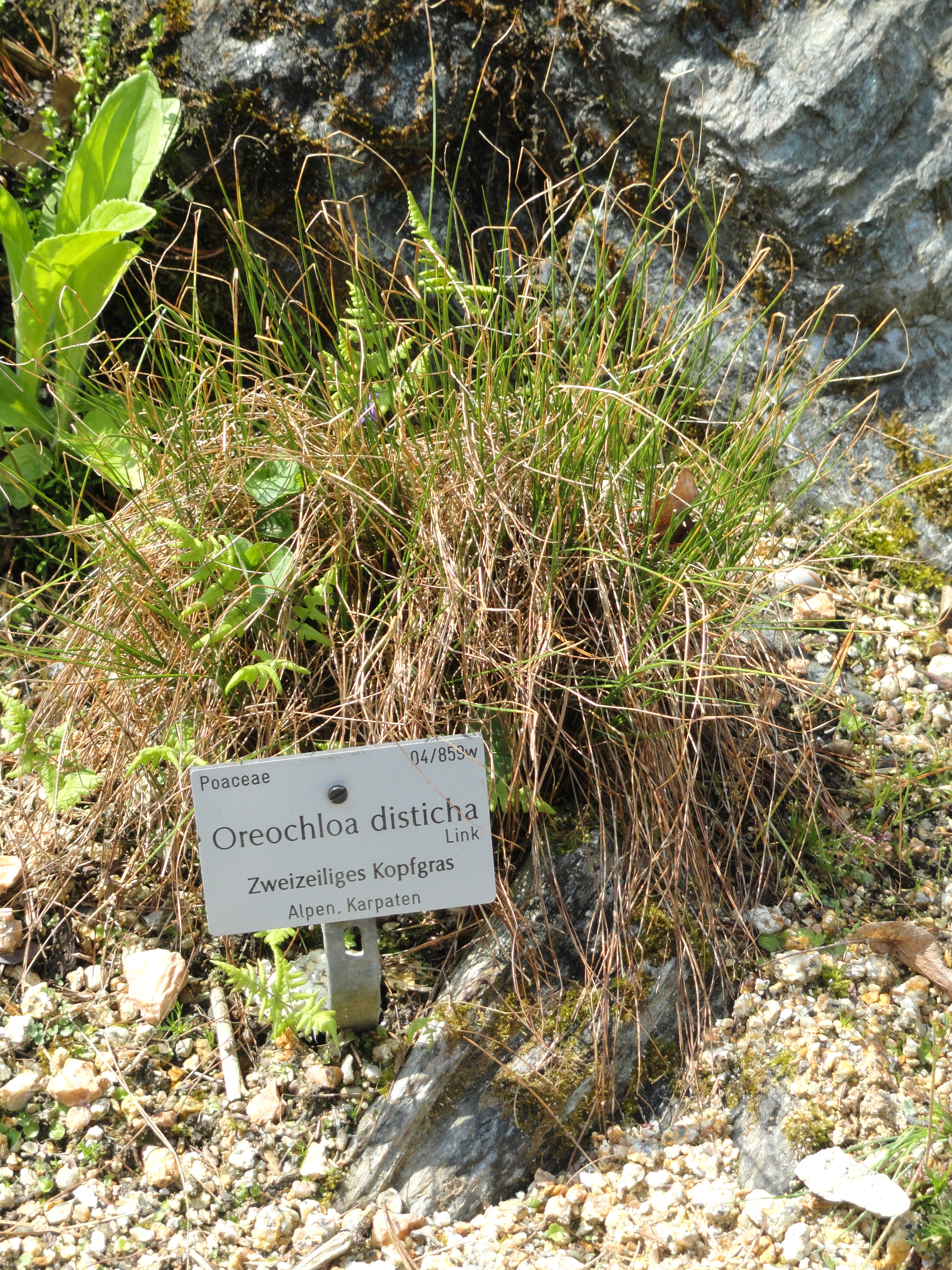
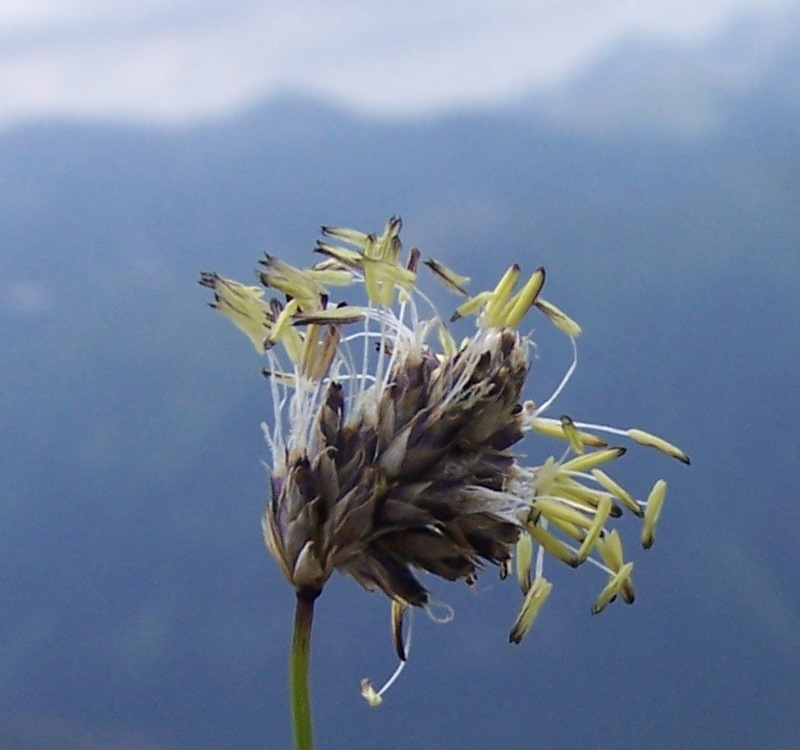